# یواس‌اس گرب (ای‌ام-۴۳)
یواس‌اس گرب (ای‌ام-۴۳) (به انگلیسی: USS Grebe (AM-43)) یک کشتی بود که طول آن ۱۸۷ فوت ۱۰ اینچ (۵۷٫۲۵ متر) بود. این کشتی در سال ۱۹۱۸ ساخته شد.